# المجلس السياسي الأعلى (اليمن)
المجلس السياسي الأعلى هو هيئة تنفيذية عليا شُكلت من قبل أنصار الله (الحوثيون) وحزب المؤتمر الشعبي العام لحكم اليمن. تم تشكيله في صنعاء يوم 28 يوليو 2016  وأصبح صالح الصماد رئيسا له يوم 6 أغسطس 2016. أقسم أعضاء المجلس اليمين الدستورية في مجلس النواب يوم 14 أغسطس 2016. تم تسليم السلطة للمجلس من اللجنة الثورية العليا رسميا في القصر الجمهوري بصنعاء يوم 15 أغسطس 2016  وبدأ في نفس اليوم إصدار قراراته.
كان الحوثيون قد أعلنوا حل مجلس النواب بعد سيطرتهم على صنعاء وأصدروا إعلانا دستوريا جديدا وشكلوا اللجنة الثورية العليا لحكم البلاد قبل أن يتراجعوا عن هذا الإجراء بعد اتفاقهم مع المؤتمر الشعبي العام والذي بموجبه اتفقوا على عودة الدستور ومجلس النواب للعمل.
أعلن حزب المؤتمر الشعبي العام فض الشراكة مع الحوثيين في الثاني من ديسمبر 2017 واعتبار سلطتهم غير شرعية بعد انفجار أحداث ديسمبر في صنعاء. سيطر الحوثيون على قرار المجلس بعد تلك الأحداث بشكل كامل.

## قرارات
كُلف عبد العزيز بن حبتور بتشكيل حكومة إنقاذ وطني بقرار من رئيس المجلس السياسي الأعلى في ال2 من أكتوبر 2016.
أقر المجلس السياسي الأعلى تشكيلة حكومة الإنقاذ الوطني وتسمية أعضائها في ال 28 من نوفمبر 2016.

## الأعضاء
- صالح الصماد: رئيس المجلس (14 أغسطس 2016- 19 أبريل 2018)- قتل في 19 أبريل 2018.
- قاسم لبوزة: نائب رئيس المجلس (حاليا)
- صادق أمين أبو راس
- يوسف الفيشي تم استبداله بمهدي المشاط في تاريخ 16 مايو 2017.
- مهدي المشاط عضو في المجلس من تاريخ 16 مايو 2017، رئيس المجلس (23 أبريل 2018- لا زال في المنصب)
- خالد سعيد الديني
- محمد صالح النعيمي
- مبارك صالح المشن
- جابر الوهباني
- سلطان السامعي
- ناصر بن ناصر النصيري. توفي يوم الثلاثاء 9 أبريل 2019.[10]
- أحمد غالب الرهوي[11]، عين يوم السبت 10 أغسطس 2024 رئيساً للوزراء في حكومة صنعاء بدلاً عن د. عبد العزيز بن حبتور.[12]
- د. عبد العزيز بن حبتور بدلاً عن أحمد غالب الرهوي الذي حل محله في منصب رئيس الوزراء.[13][14]

## ردود أفعال
استنكرت الحكومة اليمنية برئاسة أحمد عبيد بن دغر تشكيل المجلس السياسي وقالت أن تشكيله انقلاب جديد من المتمردين ، كما أدان إسماعيل ولد الشيخ أحمد المبعوث الأممي لليمن تشكيل المجلس واعتبره انتهاكا لقرار مجلس الأمن.
قبل أن يعقد مجلس النواب جلسته لإقرار المجلس السياسي في صنعاء بعث عبد ربه منصور هادي رسالة لرئاسة المجلس من الرياض قال فيها أن لا شرعية لدعوة المجلس للانعقاد لإقرار المجلس السياسي ومنحه الثقة حيث أن قرارات مجلس النواب لا تتم إلا بالتوافق بين أعضائه من مختلف القوى السياسية لا بموافقة أغلبية الأعضاء وفقا للمبادرة الخليجية وهذا غير متوافر وأضاف أنه لا يرى دستورية لما يقومون به وأن النتائج المترتبة عن اجتماعهم لا آثار قانونية لها  ،قوبلت الرسالة بالتجاهل من رئيس مجلس النواب يحيى الراعي. علي عبد الله صالح قال أن لا شرعية للمبادرة الخليجية خاصة بعد التدخل العسكري في اليمن وأنها ماتت ودفنت.
خرجت في صنعاء مظاهرات كبيرة مؤيدة للمجلس في ال20 من أغسطس 2016.
لم يحصل المجلس السياسي على الاعتراف الدولي ولا تزال حكومة عبد ربه منصور هادي هي المعترف بها في المجتمع الدولي ممثلة لليمن .